# Megyer (település)
Megyer község Veszprém vármegyében, a Sümegi járásban. A vármegye és az egész Közép-Dunántúl régió legkisebb népességű önálló települése. A település eredetileg Szent István magyar király korától az 1950-es megyerendezésig Zala vármegyéhez tartozott.

## Fekvése
A Marcal-medencében, a Marcal bal partján, Rigácstól kb. 2 km-re.
A 15,4 ha belterületével és az azon fekvő 20 házával hazánk legkisebb önálló települése.
Megközelíthető közúton a 84-es főútról Rigácsnál letérve (kb. 1,5 km), vasúton a Bajánsenye–Zalaegerszeg–Ukk–Boba-vasútvonalon (Rigács megállóhely kb. 1 km).

## Története
A települést először 1332-ben említik meg az oklevelek. Megyer néven. Ekkor a debrentei vár tartozéka, a Himfi-család birtokában. A Pápai-családoknak is voltak itt birtokrészei. Mátyás király 1464-ben a Kanizsaiaknak adta. Egy 1559-ben keletkezett oklevél szerint néhai Megyeri Tamás fiait – Gáspárt és Imrét – beiktatták a hűtlenségbe esett Megyeri Péter és Antal
megyeri birtokrészébe.
Hosszú ideig a Megyeri család birtoka volt. Neve a Megyer törzsnévből keletkezett. A szegényes forrásmunkák a község keletkezéséről és történetéről alig adnak képet. A török időkben Megyer a sümegi vár „kapuja” volt és mint ilyen el is pusztult.
A két világháború között a község határának nagyobbik részén – 600 holdon – Lázár József földbirtokos gazdálkodott. Birtokát később Rozner Ferencnek adta el. Határa elaprózódott, s a kisnemesi családok kezébe került. Közvetlenül 1945 előtt az egész határ a község lakóié volt. Megyeren 1939-ben 135 magyar anyanyelvű lakos élt. Lakóházainak száma 27, területe 739 katasztrális hold. Egyetlen iskolája sem volt, viszont három kocsmáját is említették, gyakran keresték fel az eldugott kisközséget a betyárok, akik a falu juhászaival tartottak kapcsolatot. Megyernek 1969-ben 120 lakosa és 29 lakóháza volt. Területe akkor 400 katasztrális hold, ebből 280 hold szántó, a többi erdő és rét. Két rövid utcáját említik. A falu mellett folyó Marcalt 1968-ban szabályozták, korábban 50-60 holdnyi területet öntött el évente. Az 1960-as évek kezdetén a kiöntött folyó elvitte a fahidat, ami helyett új betonhidat építettek 1965-ben. Kisszámú lakossága – néhány vasutas kivételével – a rigácsi TSZ-ben dolgozott. Megyeren 1959-ben jött létre termelőszövetkezet, három évig gazdálkodott önállóan, majd 1962 áprilisában a rigácsi gazdasággal egyesült. Megyeren üzemegység működött. Fő üzemág a növénytermesztés és állattenyésztés volt, anyakocákat és szarvasmarhákat tartottak, mintegy 20-22 fő dolgozott az üzemegységben. Később a sümegi TSZ-hez csatlakozott, amit 1992-ben számoltak fel.
Arányaihoz mérten Megyer is fejlődött 1945 után. A villanyt 1959-ben vezették be. Abban az évben kultúrházat, boltot és tűzoltószertárat létesítettek. Kevés új ház épület, a régi szalmatetős házakat azonban átalakították, felújították. Megyer korábban közigazgatásilag Ukkhoz, majd Gógánfához tartozott. Ma az ukki székhelyű körjegyzőséghez tartozik. 2005 második felétől a lakosság nagy része lecserélődött, az új lakosok a főváros környékéről költöztek ide.

## Közélete

### Polgármesterei
- 1990–1994: Óvádi Lajosné (független)[3]
- 1994–1998: Németh Ferencné (független)[4]
- 1998–2002: Nagy Jánosné (független)[5]
- 2002–2006: Nagy Jánosné (független)[6]
- 2006–2010: Pajer Kristóf László (független)[7]
- 2010–2014: Pajer Kristóf László (független)[8]
- 2014–2018: Pajer Kristóf László (független)[9]
- 2018–2019: Vári Dávid (független)[10][11]
- 2019–2020: Vári Dávid (független)[12][13]
- 2020–2024: Komendánt Irén (független)[14]
- 2024– : Komendánt Irén (független)[1]

A településen 2018. december 9-én időközi polgármester-választást tartottak, az előző polgármester lemondása miatt. A posztért egyetlen jelölt indult, aki 12 szavazattal el is nyerte a mandátumot.
2020. október 18-án ismét időközi polgármester-választást (és képviselő-testületi választást) kellett tartani a településen, a képviselő-testület július 20-án kimondott feloszlása miatt.

## Népesség
A település népességének változása:
| Lakosok száma | 23   | 26   | 23   | 36   | 19   | 29   | 30   |
|               | 2013 | 2014 | 2015 | 2021 | 2022 | 2023 | 2024 |

A 2011-es népszámlálás során a lakosok 86,4%-a magyarnak, 18,2% cigánynak mondta magát (13,6% nem nyilatkozott; a kettős identitások miatt a végösszeg nagyobb lehet 100%-nál). A vallási megoszlás a következő volt: római katolikus 63,6%, református 4,5%, izraelita 4,5%, felekezeten kívüli 9,1% (18,2% nem nyilatkozott).
2022-ben a lakosság 100%-a vallotta magát magyarnak, 10,5% cigánynak (a kettős identitások miatt a végösszeg nagyobb lehet 100%-nál). Vallásuk szerint 26,3% volt római katolikus, 21,1% evangélikus, 5,3% felekezeten kívüli (47,4% nem válaszolt).